# Хуарес, Рокки
Рикардо Хуарес (англ. Ricardo Juarez; 15 апреля 1980, Хьюстон, Техас, США) — американский боксёр-профессионал, выступавший во 2-й полулёгкой весовой категории. Чемпион мира 1999 года. Серебряный призёр Олимпийских игр 2000 года в полулёгкой весовой категории.

## 2001—2007
Дебютировал в январе 2001 года.
В июле 2004 года состоялся бой двух непобеждённых боксеров — Рокки Хуареса и Захира Рахима. Хуарес победил единогласным решением судей.
В августе 2005 года он проиграл по очкам Умберто Сото.
В мае 2006 года Рокки Хуарес проиграл раздельным решением судей чемпиону мира во 2-м полулёгком весе по версии WBC Марко Антонио Баррере.
В сентябре [2006] года состоялся 2-й бой между Хуаресом и Марко Антонио Баррерой. На этот раз чемпион победил единогласным решением.

## 3 ноября2007Хуан Мануэль Маркес —Рокки Хуарес
- Место проведения:  Десерт Даймонд Касино, Тусон, Аризона, США
- Результат: Победа Маркеса единогласным решением судей в 12-раундовом бою
- Статус: Чемпионский бой за титул WBC во 2-м полулегком весе (1-я защита Маркеса)
- Рефери: Роберт Феррара
- Счет судей: Крис Уилсон (120—108), Робин Долпьер (118—110), Барт Клементс (117—111) — все в пользу Маркеса
- Вес: Маркес 58,10 кг; Хуарес 58,50 кг
- Трансляция: Showtime
- Счёт неофициальных судей: Норм Фрауенхейм (119—109), Брюс Паско (119—109), Сальвадор Родригес (119—109) — все в пользу Маркеса

В ноябре 2007 года состоялся бой между Рокки Хуаресом и Хуаном Мануэлем Маркесом. В 1-м раунде при столкновении головами Хуарес получил рассечение над левым глазом. Маркес доминировал весь бой и уверенно победил по очкам.

## 6 сентября2008Хорхе Родриго Барриос —Рокки Хуарес
- Место проведения:  Тойота Центр, Хьюстон, Техас, США
- Результат: Победа Хуареса техническим нокаутом в одиннадцатом раунде в 12-раундовом бою
- Статус: Рейтинговый бой
- Рефери: Рафаэль Рамос
- Счёт судей: Рокки Бёрк (94—94), Рубен Каррион (92—96 Хуарес), Рубен Гарсия, доктор (93—95 Хуарес)
- Время: 2:55
- Вес: Барриос 61,0 кг; Хуарес 61,0 кг
- Трансляция: HBO BAD
- Счёт неофициального судьи: Харольд Ледерман (96—92 Барриос)

В сентябре 2008 года состоялся бой между Рокки Хуаресом и аргентинцем Хорхе Родриго Барриосом. В конце 11-го раунда завязался размен. Хуарес провел правый крюк в голову противника. Барриос упал на канвас. Он поднялся. Его рот был весь в крови. Рефери подозвал врача. Доктор посоветовал остановить бой. Хуарес победил техническим нокаутом.